# Elda

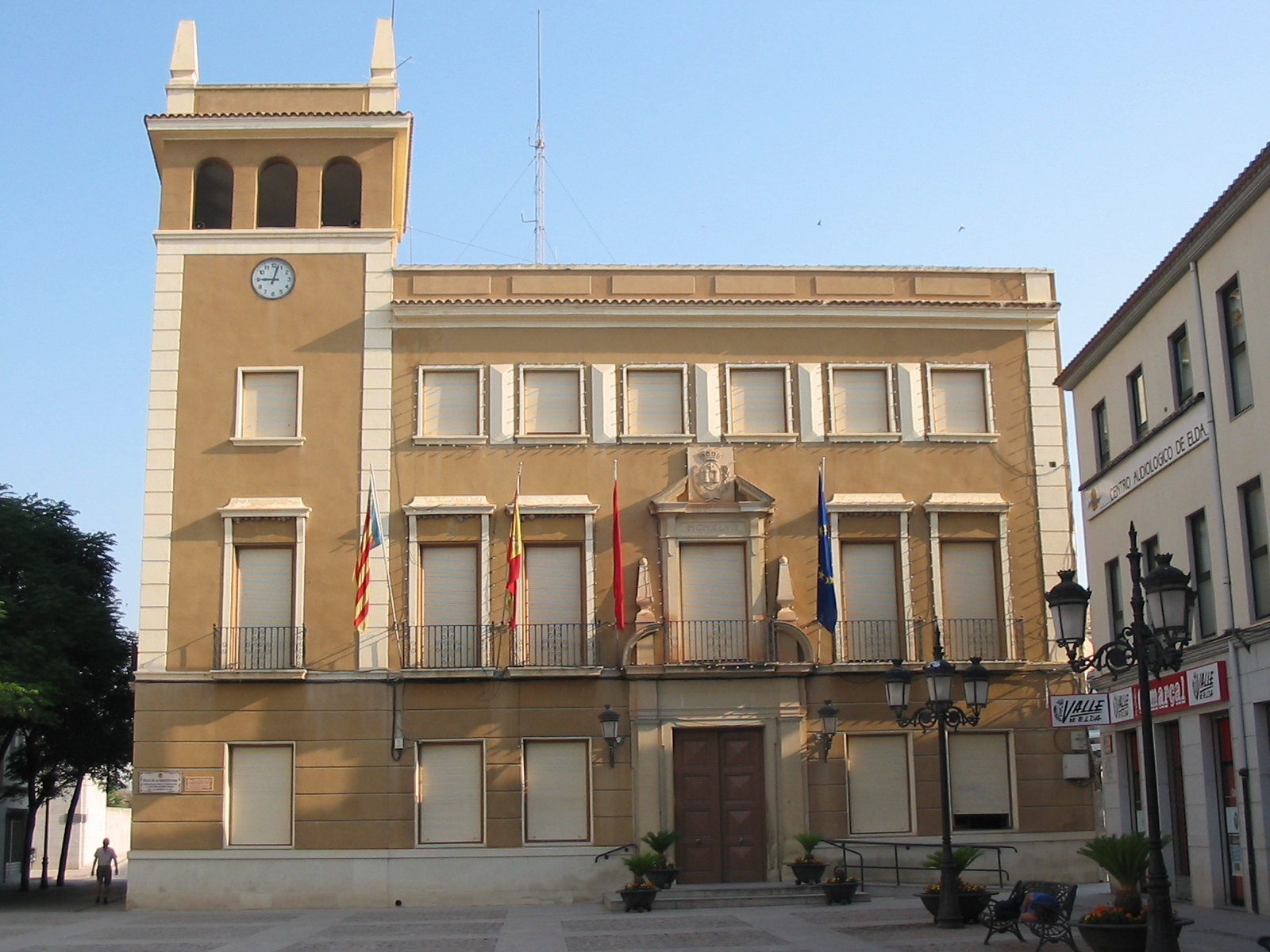
Rathaus von Elda

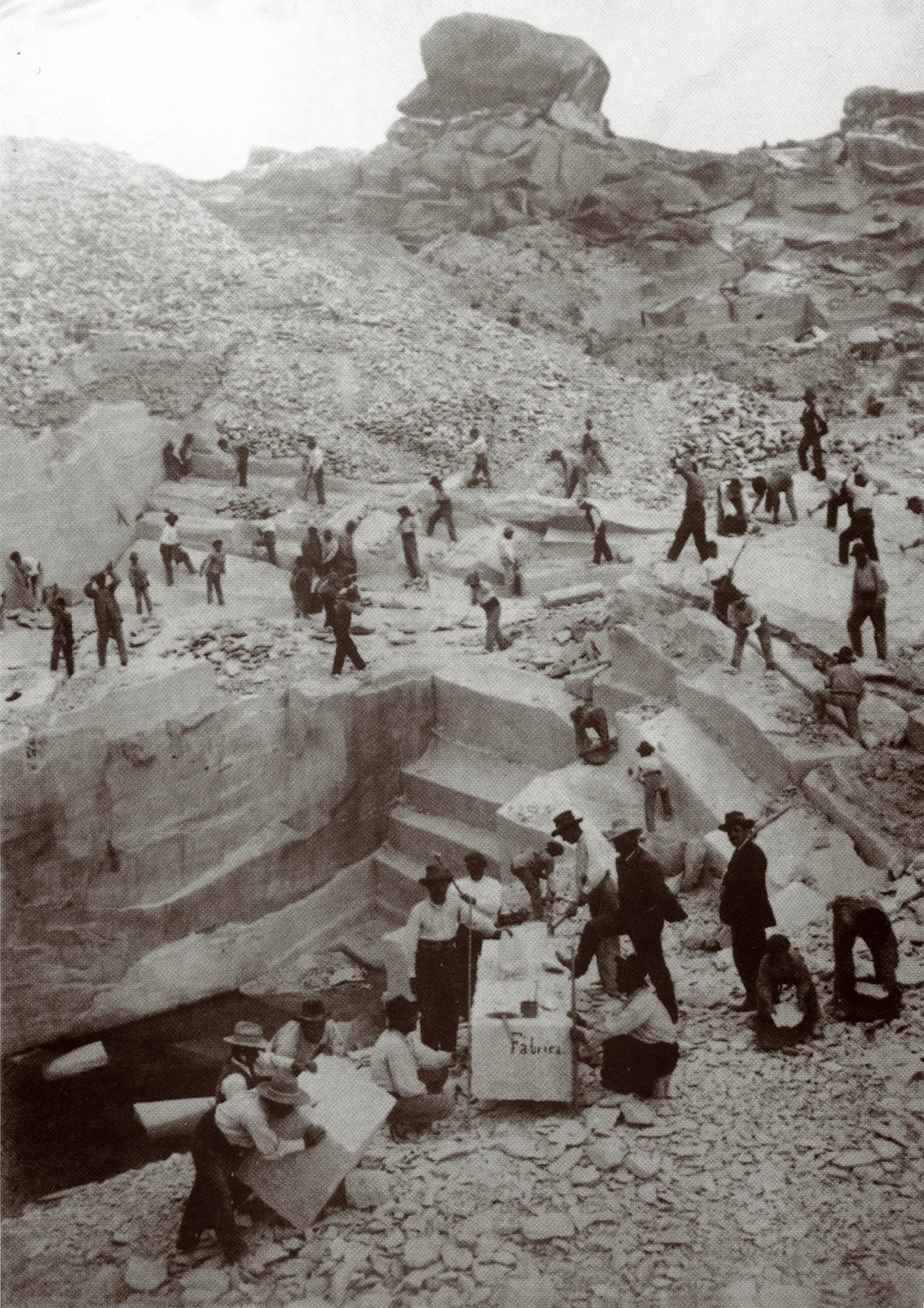
Elda

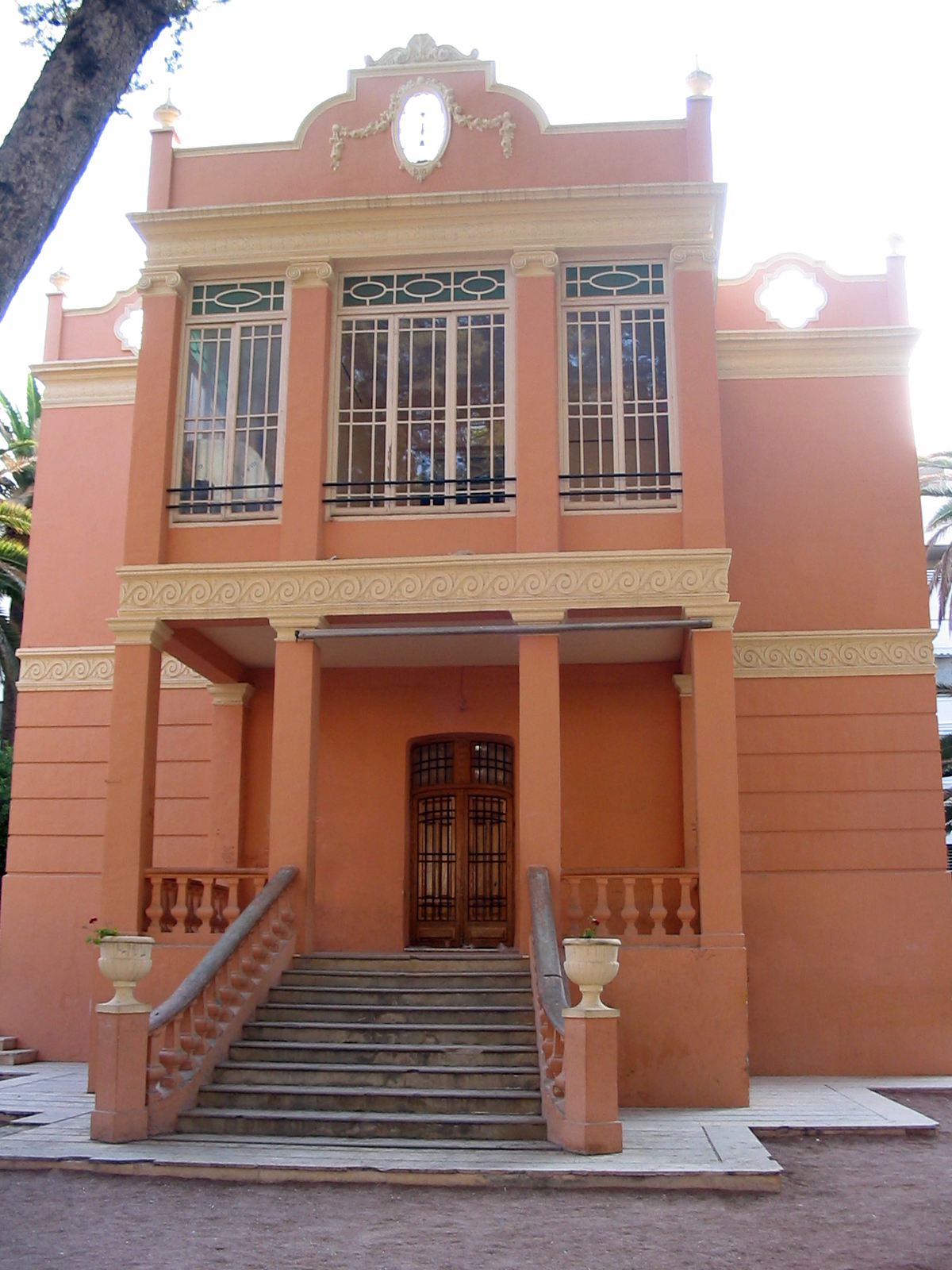
Elda

Elda ist eine spanische Stadt in der Autonomen Region Valencia in deren Provinz Alicante, rund 40 km nordwestlich von Alicante und der Costa Blanca am Fluss Vinalopó. 2024 hatte die Gemeinde 53.818 Einwohner und bildet zusammen mit Petrer einen Ballungsraum mit ca. 90.000 Einwohnern.

## Geschichte
Die Standorte der ersten Siedler, kommen aus der Jungsteinzeit. Die erste Stadt wurde im sechsten Jahrhundert vor Christus gebaut, in der Zeit der Iberer.

## Demografie
Im Zuge der Industrialisierung in der Schuh- und Lederherstellung sowie durch Zuzug ländlicher Bevölkerung erfuhr die kleine Gemeinde Elda ab den 1930er Jahren ein starkes Bevölkerungswachstum. Bis 1980 wurde die statistische Grenze von 50.000 Einwohnern überschritten, womit die Stadt deutlich erhöhte staatliche Zuwendungen für den öffentlichen Sektor erhielt. Seit den 1980er Jahren stagniert die Einwohnerzahl allerdings.
| Jahr | 2021   | 2011   | 2001   | 1991   | 1981   | 1970   | 1950   | 1930   | 1910  | 1887  | 1860  | 1842  |
| ---- | ------ | ------ | ------ | ------ | ------ | ------ | ------ | ------ | ----- | ----- | ----- | ----- |
| Zahl | 52.580 | 54.357 | 51.593 | 54.350 | 53.128 | 41.500 | 20.477 | 13.268 | 7.742 | 4.449 | 4.085 | 3.846 |

## Wirtschaft
Elda gilt gemeinsam mit dem nahe gelegenen Elche als Zentrum der spanischen Schuh- und Lederindustrie. Hier befindet sich auch das Spanische Schuhmuseum.

## Ökologie
Wie alle spanischen Städte mit mehr als 50.000 Einwohnern sollte in Elda zum 1. Januar 2025 eine Umweltzone (Zona de Bajas Emissiones Espana, ZBE) eingeführt werden. Im Gegensatz zu den meisten anderen Städten der Costa Blanca, auf die diese Bestimmung zutrifft, ist die Umweltzone in Elda bereits in Kraft. Hier sind bereits Bußgelder bis zu 200 € bei Übertreten der Regeln fällig. Mehr als 18 % des lokalen Fahrzeugbestandes dürfen nicht mehr in die ZBE einfahren.

## Politik
Bürgermeisterin der Stadt ist Adela Pedrosa vom Partido Popular (PP).

## Feiern
Es gibt verschiedene wichtige Feiern in Elda, wie:
- Moros y Cristianos
- Fiestas Mayores
- Fallas
- Semana Santa

## Sport
Die wichtigsten Mannschaften der Stadt sind der Fußballverein CD Eldense und der Damen-Handballverein Elda Prestigio.

## Söhne und Töchter der Stadt
- Manuel Arellano (* 1957), Wirtschaftswissenschaftler
- Elia Barceló (* 1957), Schriftstellerin und Literaturwissenschaftlerin
- Emilio Castelar (1832–1899), Schriftsteller und spanischer Präsident
- José María Pérez Busquier (1930–2024), Opernsänger und Musikpädagoge
- Alba Rico (* 1989), Schauspielerin, Sängerin
- Juan Carlos Sempere Pérez (* 2003), Handballspieler